# Tito Solari
Tito Solari Capellari SDB (ur. 2 września 1939 w Pesariis di Prato Carnico) – włoski duchowny rzymskokatolicki posługujący w Boliwii, salezjanin, latach 1999-2014 arcybiskup Cochabamba.

## Życiorys
Święcenia kapłańskie przyjął 23 grudnia 1966. 16 grudnia 1986 został prekonizowany biskupem pomocniczym Santa Cruz de la Sierra ze stolicą tytularną Aquae Novae in Numidia. Sakrę biskupią otrzymał 19 marca 1987. 7 marca 1998 został mianowany koadiutorem arcybiskupa Cochabamba. 8 lipca 1999 objął urząd ordynariusza. 24 września 2014 przeszedł na emeryturę.